# Эстрада-Танк, Дороти
Дороти Эстрада-Танк (исп. Dorothy Estrada-Tanck, род. 1975) — мексиканская учёная, работавшая в Испании. Она возглавляла Рабочую группу ООН по дискриминации в отношении женщин и девочек. Она стала соавтором доклада о «гендерном апартеиде» в Афганистане, который они считали преступлением против человечности.

## Биография
Эстрада-Танк родилась в 1975 году. Она окончила Escuela Libre de Derecho в Мехико. Она получила степень магистра политической теории в Лондонской школе экономики, а докторскую степень получила в Европейском университетском институте, защитив диссертацию на тему «Безопасность человека и права человека в международном праве: усиление защиты в контексте структурной уязвимости». В 2016 году она опубликовала работу «Безопасность человека и права человека в соответствии с международным правом: меры защиты, предлагаемые лицам, сталкивающимся со структурной уязвимостью».
Эстрада-Танк работала в испанском Университете Мурсии в качестве доцента кафедры международного права и международных отношений.
В сентябре 2020 года Эстрада-Танк была назначена Организацией Объединённых Наций для присоединения к Рабочей группе по дискриминации в отношении женщин и девочек. Она сменила Альду Фасио из Коста-Рики и присоединилась к небольшой группе экспертов, включая Клаудию Флорес. Она стала председателем группы в октябре 2022 года.
В 2023 году Совет по правам человека получил совместный доклад Эстрады-Танк как председателя её группы ООН и Ричарда Беннетта, который был Специальным докладчиком по вопросу о положении в области прав человека в Афганистане, в котором они описали преступления против человечности после недельного визита в страну. В докладе рассматривается дискриминация женщин в Афганистане, находившемся тогда под управлением Талибана. Они пришли к выводу, что нынешняя ситуация привела к «тотальному господству» и «гендерному апартеиду». Они подчеркнули, что это худшая ситуация в мире для женщин и девочек. Приводились слова судей о том, что женщины, вероятно, заслуживают плохого обращения, когда жалуются в суды.
В июне 2024 года она была одним из многих экспертов ООН, выступивших против продажи оружия Израилю в период конфликта в Газе. Эксперты предупредили поставщиков оружия и финансовые компании об их причастности к нарушениям прав человека. В список вошли члены её рабочей группы ООН и специальные докладчики Аттия Варис, Паула Гавирия Бетанкур, Тлаленг Мофокенг, Мэри Лоулор, Астрид Пуэнтес Рианьо, Маргарет Саттертуэйт и Франческа Альбанезе.
В Международный женский день 2024 года она присоединилась к группе экспертов, в которую также входили Наера Кохистани из Афганистана, мальтийский политик Ванесса Фрейзер, Пенелопа Эндрюс и лауреат Нобелевской премии Малала Юсуфзай. Модератором дискуссии выступила Джомана Карадшех из CNN. Группа экспертов подчеркнула, что Наера Кохистани назвала криминализацией гендера в Афганистане. Она обратилась к международному сообществу с просьбой подумать, «где мы проведём красную линию?»